# 红三叶地锦
红三叶地锦（学名：Parthenocissus semicordata var. rubrifolia）为葡萄科地锦属下的一个变种。

## 扩展阅读
- 維基物種上的相關：红三叶地锦